# بونيشتا
بونيشيتا هي منظمة نسوية لا تستهدف الربح تقع في مدينة داكا، والتي تدافع عن حقوق المرأة والمساواة بين الجنسين. كما تعمل على توعية النساء المحليات بأشكال العنف القائم على النوع الاجتماعي. ولها دور أيضاً في المبادرة بمناقشة القضايا الهامة المتعلقة بتحرير المرأة وتسهيل تبادل الرؤى حولها. تعتبر تسفاي حسين متخصصة حرة في مجال التنمية ومدافعة عن حقوق الإنسان وهي المؤسسة والمنسقة لمنظمة بونيشيتا.

## نبذة تاريخية
في عام 2010، نظمت منظمة بونيشيتا لأول مرة عرضاً لمسرحية ذا «فاجانيا مونولوغز» مناجاة المهبل للكاتبة إيف إينسلر دعماً لحركة  "V-Day"  والتي تهدف لإنهاء العنف ضد النساء والفتيات، وتطور اسم المسرحية الآن إلى  بونيشيتا. وفي مايو 2016، بدأت منظمة بونيشيتا بإلهام من عرض مسرحية ذا فاجانيا مونولوغز بجمع القصص عن السكان المحليين والتي تدور حول العنف الأسري وإساءة معاملة الأطفال وقصص من مجتمع المثليين وقدمت عرضاً مسرحياً باسم «إتس آ شي ثينغ»وتنتج المنظمة أيضاً عدداً من العروض الأخرى المتعلقة بحقوق المرأة مثل عروض Nari Nokkhotro, Men Don't Talk, and He Said She Said.
ومن ناحية أخرى شاركت بونيشيا في عدد من حملات زيادة التوعية مثل التي أقيمت للتوعية بشأن مرض سرطان الثدي وقضية الجنس بالتراضي. وتعد منظمة بونيشيا عضواً في شبكة النسوية الشبابية التي أسست بدعم من منصة بنجلاديش العالمية المقابلة والتي تشترك أهدافها مع منظمة آكشان إيد ActionAid.